# Выборы в Европейский парламент на Мальте (2019)
Выборы в Европейский парламент на Мальте прошли 25 мая 2019 года. Они стали 4 выборами мальтийской делегации в Европарламент. В выборах приняли участие 8 политических партий, из которых только две партии получили места в Европейском парламенте: Лейбористская партия и Националистическая партия, получившие 4 и 2 места, соответственно. 

## Результаты
Вскоре после объявления первых экзит-полов считалось, что Лейбористская партия имеет большинство в 51 600 голосов над Националистической партией, но позже, после объявления официальных результатов, это число было снижено до 42 656. Хотя ожидалось значительное большинство для Лейбористской партии, а также то, что Лейбористская партия выиграла 4 из 6 мест, большинство было неожиданным и историческим. Адриан Делия, лидер оппозиции, признал поражение. Однако он заявил, что не уйдет в отставку из-за результата и что его целью по-прежнему являются следующие всеобщие выборы на Мальте. Хотя крайне-правая политическая партия Imperium Europa увеличила свою долю голосов с 2,68% на выборах в Европейский парламент 2014 года до 3,17% (8 238 голосов) на текущих выборах, это было намного меньше, чем изначально предполагали мальтийские СМИ, которые думали, что крайне-правые получат около 15 тыс. голосов. С другой стороны, Демократическая партия, тогда единственная третья партия в мальтийском парламенте, сумела набрать всего 5276 голосов, а Камилла Аппельгрен превзошла ожидания, не только набрав 3052 голоса, но и обойдя лидера своей партии Годфри Фарруджу, которому удалось набрать всего 1668 голосов.
|                                   | Лейбористская партия                | 141 267 | 54,29  | 4 | +1    |
|                                   | Националистическая партия           | 98 611  | 37,90  | 2 | –1    |
|                                   | Imperium Europa                     | 8 238   | 3,17   | 0 | 0     |
|                                   | Демократическая партия              | 5 276   | 2,03   | 0 | новая |
|                                   | Демократическая альтернатива        | 1 866   | 0,72   | 0 | 0     |
|                                   | Альянс за перемены                  | 1 186   | 0,46   | 0 | 0     |
|                                   | Мальтийское патриотическое движение | 771     | 0,30   | 0 | новая |
|                                   | Разум, не эго                       | 323     | 0,12   | 0 | новая |
|                                   | Независимые                         | 2 674   | 1,03   | 0 | 0     |
|                                   | Действительные бюллетени            | 260 212 | 96,37  |   |       |
|                                   | Недействительные/пустые бюллетени   | 9 810   | 3,63   |   |       |
|                                   | Всего                               | 270 022 | 100,00 | 6 | ±0    |
|                                   | Зарегистрированных избирателей/Явка | 371 643 | 72,66% |   |       |
| Источники: Избирательная комиссия |                                     |         |        |   |       |